# Partito dei Pensionati Uniti di Serbia
Il Partito dei Pensionati Uniti di Serbia (in serbo Партија Уједињених Пензионера Србије, Partija Ujedinjenih Penzionera Srbije, PUPS) è un partito politico serbo, fondato da Jovan Krkobabić.
Il partito è stato fondato il 10 maggio 2005 e si impegna per il rispetto dei diritti dei pensionati, che costituiscono principalmente il corpo elettorale di PUPS.
Si presenta alle elezioni parlamentari del 2007, in coalizione col Partito Social Democratico,la lista unitaria ottiene il 3,11% senza però ottenere alcun seggio all'Assemblea Nazionale di Serbia.
Alle elezioni parlamentari del 2008 si unisce in coalizione col Partito Socialista di Serbia e Serbia Unitaria.
La coalizione SPS-PUPS-JS ottiene il 7,58% e 20 seggi di cui 5 vanno a PUPS.
PUPS ha partecipato al governo di Cvetkovic e il suo leader Jovan Krkobabić diviene vicepresidente del governo con delega agli affari sociali.
Alle elezioni parlamentari del 2012 la coalizione SPS-PUPS-JS raddoppia i voti, ottiene il 14,5% e 44 seggi di cui 12 vanno a PUPS. PUPS entra anche questa volta nel governo guidato però dal socialista Ivica Dačić e Krkobabić vi partecipa come vicepremier e ministro del lavoro.
Alle elezioni parlamentari del 2014 dopo la fine del governo Dačić, PUPS nuovamente alleata coi socialisti conferma i 12 seggi. A marzo il leader Jovan Krkobabić è morto.
Alle elezioni parlamentari del 2016 i pensionati si alleano col Partito Progressista Serbo ottenendo 9 seggi.